# Pristipomoides typus
Pristipomoides typus là một loài cá biển thuộc chi Pristipomoides trong họ Cá hồng. Loài này được mô tả lần đầu tiên vào năm 1852.

## Từ nguyên
Tính từ định danh typus trong tiếng Latinh mang nghĩa là "điển hình", vì đây là loài điển hình của chi.

## Phạm vi phân bố và môi trường sống
P. typus có phân bố rộng khắp khu vực Ấn Độ Dương - Thái Bình Dương, từ Đông Phi trải dài về phía đông đến Papua New Guinea và Fiji, giới hạn phía bắc đến quần đảo Ryukyu (Nhật Bản), phía nam đến Úc. P. typus cũng được ghi nhận tại vùng biển Việt Nam. Tuy nhiên, những ghi nhận từ Tây Ấn Độ Dương cần được xác minh lại.
P. typus sống tập trung trên các rạn san hô ở độ sâu khoảng từ 40 đến ít nhất là 180 m.

## Mô tả
Chiều dài cơ thể lớn nhất được ghi nhận ở P. typus là 70 cm, nhưng phổ biến hơn với chiều dài khoảng 35 cm. Cá có màu hồng đỏ (kể cả các vây). Đỉnh đầu có các vân gợn sóng và đốm màu vàng nâu. Vây lưng có các hàng sọc màu vàng.
Số gai ở vây lưng: 10; Số tia vây ở vây lưng: 11; Số gai ở vây hậu môn: 3; Số tia vây ở vây hậu môn: 8; Số tia vây ở vây ngực: 15–16; Số vảy đường bên: 48–50.

## Sinh thái
Thức ăn của P. typus là những loài cá nhỏ, động vật giáp xác và động vật thân mềm. Loài này có thể sống thọ đến ít nhất là 11 năm tuổi.

## Thương mại
P. typus được đánh giá là loại cá thực phẩm chất lượng.